# Estación Colodrero
Pedro Díaz Colodrero es una estación de ferrocarril ubicada en la localidad del mismo nombre del departamento Curuzú Cuatiá en la provincia de Corrientes, República Argentina. 

## Servicios
Se encuentra precedida por la Estación San Jaime y le sigue Estación Emilio R. Coni.